# Federación de Mujeres Cubanas
La Federación de Mujeres Cubanas (FMC) es una organización de masas cubana fundada el 23 de agosto de 1960 que tiene como objetivo la igualdad y la emancipación de la mujer y que cuenta con más de cuatro millones de afiliadas. La organización fue creada por Vilma Espín quién presidió la federación hasta su muerte, el 19 de junio de 2007. Su órgano de comunicación oficial es la revista "Mujeres" cuyo primer número salió a la luz el 15 de noviembre de 1961. La secretaria general de la organización en la actualidad es Teresa Amarelle Boué. Se acordó que la presidencia permaneciera vacante en memoria de Vilma.

## Historia
La FMC fue fundada el 23 de agosto de 1960 a ocho meses del triunfo de la revolución cubana. La decisión de su creación fue planteada por Vilma Espín a Fidel Castro reclamando una mayor participación de las mujeres en el proceso de Cuba.
La federación se creó con organizaciones ya existentes, entre ellas la Unidad Femenina Revolucionaria (que reunía a un gran número de mujeres campesinas), la Columna Agraria, las Brigadas Femeninas Revolucionarias, los Grupos de Mujeres Humanistas y la Hermandad de Madres, entre otros grupos.

## Estructura y organización
Está estructurada sobre una base territorial, desde el nivel nacional, provincial y municipal, formada por secretariados profesionales y comités. Estas estructuras se relacionan con las bases mediante las organizaciones que de forma voluntaria actúan a nivel de las comunidades.
En 2014 la organización cuenta con más de cuatro millones de afiliadas en 14. 387 bloques. Éstas deben tener más de 14 años de edad, requisito imprescindible para pertenecer a la organización.
En 2007 su Secretaria General Yolanda Ferrer Gómez, explicaba la estructura de la FMC: 75 mil organizaciones de base, conformadas por un promedio de 60 mujeres de todos los sectores: estudiantes, profesionales, trabajadoras, campesinas y dueñas de casa. Tiene más de 300 mil dirigentes voluntarias que dirigen esas organizaciones de base y 76 mil trabajadoras sociales voluntarias. Existe un número parecido de brigadistas sanitarias, con capacitación sistemática, que asisten a las mujeres con problemas de salud. Además, la organización cuenta con 176 casas de orientación donde 10 mil profesionales atienden los problemas de la mujer y la familia, en aspectos como orientación individual y grupal; cursos de adiestramiento y capacitación; y actividades de extensión comunitaria.
Cada 5 años la FMC organiza y celebra su congreso, órgano máximo de dirección en el que se discuten los resultados del trabajo, se adoptan nuevas estrategias y programas, y se elige su Comité Nacional y su secretariado. El último congreso se celebró en marzo de 2014.
El Secretariado Profesional lo integran la Secretaria General, la Segunda Secretaria y tres miembros que atienden las esferas de organización: relaciones exteriores y educación, y orientación ideológica.
Hasta su muerte el 18 de junio de 2007 Vilma Espín Guillois asumió la presidencia de la organización. En un acuerdo del Congreso de la FMC se decidió mantener la presidencia vacante desde entonces. Quedó al frente de la federación Yolanda Ferrer Gómez, quien se había desempeñado como secretaria general desde 1990. 
En la actualidad ese cargo es ocupado por Teresa Amarelle Boué, licenciada en Historia, miembro del Comité Central del Partido Comunista de Cuba, miembro del Consejo de Estado de Cuba y diputada de la Asamblea Nacional del Poder Popular de Cuba.